# Анатолівська сільська рада (Нижньосірогозький район)
Анато́лівська сільська́ ра́да — адміністративно-територіальна одиниця та орган місцевого самоврядування в Нижньосірогозькому районі Херсонської області. Адміністративний центр — село Анатолівка.

## Загальні відомості
Анатолівська сільська рада утворена в 1981 році.
- Територія ради: 54,314 км²
- Населення ради: 601 особа (станом на 2001 рік)

## Населені пункти
Сільській раді були підпорядковані населені пункти:
- с. Анатолівка
- с. Догмарівка

## Склад ради
Рада складалася з 12 депутатів та голови.
- Голова ради: Яворський Олександр Петрович
- Секретар ради: Воропай Галина Миколаївна

### Керівний склад попередніх скликань
| Прізвище, ім'я, по батькові  | Основні відомості                                                         | Дата обрання | Дата звільнення |
| ---------------------------- | ------------------------------------------------------------------------- | ------------ | --------------- |
| Яворський Олександр Петрович | Сільський голова, 1972 року народження, освіта вища, безпартійний         | 26.03.2006   | 31.10.2010      |
| Яворський Олександр Петрович | Сільський голова, 1972 року народження, освіта вища, член Партії регіонів | 31.10.2010   |                 |

Примітка: таблиця складена за даними сайту Верховної Ради України

### Депутати
За результатами місцевих виборів 2010 року депутатами ради стали:

#### За суб'єктами висування
| Суб'єкт висування                                       | Кількість обраних депутатів | %    |
| ------------------------------------------------------- | --------------------------- | ---- |
| Партія регіонів                                         | 6                           | 50   |
| Самовисування                                           | 3                           | 25   |
| Комуністична партія України                             | 2                           | 16,7 |
| Політична партія Всеукраїнське об'єднання «Батьківщина» | 1                           | 8,3  |

#### За округами
| № округу                                                | Прізвище, ім'я, по батькові         | Дата визнання обраним | Освіта  | Партійна приналежність | Відомості про обраного депутата                            |
| ------------------------------------------------------- | ----------------------------------- | --------------------- | ------- | ---------------------- | ---------------------------------------------------------- |
| Комуністична партія України                             |                                     |                       |         |                        |                                                            |
| 3                                                       | Чурюканова Тетяна Іванівна          | 03.11.2010            | вища    | позапартійна           | Анатолівська сільська рада, касир                          |
| 10                                                      | Шеховцов Олександр Михайлович       | 03.11.2010            | середня | позапартійний          | пенсіонер                                                  |
| Партія регіонів                                         |                                     |                       |         |                        |                                                            |
| 2                                                       | Тишковський Олександр Володимирович | 03.11.2010            | вища    | позапартійний          | ТОВ «Анатолівське», головний бухгалтер                     |
| 5                                                       | Кірієнко Лариса Борисівна           | 03.11.2010            | середня | член Партії регіонів   | тимчасово не працює                                        |
| 6                                                       | Солодова Лариса Миколаївна          | 03.11.2010            | середня | член Партії регіонів   | фельдшерсько-акушерський пункт, прибиральниця              |
| 7                                                       | Ребйонок Ігор Миколайович           | 03.11.2010            | середня | член Партії регіонів   | тимчасово не працює                                        |
| 8                                                       | Чернишова Тетяна Миколаївна         | 03.11.2010            | середня | член Партії регіонів   | Магазин товарів повсякденного попиту № 5, продавець        |
| 11                                                      | Грищенко Едуард Вікторович          | 03.11.2010            | вища    | член Партії регіонів   | Анатолівська сільська рада, спеціаліст із земельних питань |
| Політична партія Всеукраїнське об'єднання «Батьківщина» |                                     |                       |         |                        |                                                            |
| 4                                                       | Горлінська Надія Анатоліївна        | 03.11.2010            | середня | позапартійна           | Магазин побутових товарів, продавець                       |
| Самовисування                                           |                                     |                       |         |                        |                                                            |
| 1                                                       | Воропай Галина Миколаївна           | 03.11.2010            | вища    | позапартійна           | Анатолівська сільська рада, секретар                       |
| 9                                                       | Білецький Віктор Станіславович      | 03.11.2010            | вища    | позапартійний          | пенсіонер                                                  |
| 12                                                      | Марковська Олена Вікторівна         | 03.11.2010            | вища    | позапартійна           | тимчасово не працює                                        |

## Населення
Згідно з переписом УРСР 1989 року чисельність наявного населення сільської ради становила 624 особи, з яких 290 чоловіків та 334 жінки.
За переписом населення України 2001 року в сільській раді мешкали 594 особи.

### Мова
Розподіл населення за рідною мовою за даними перепису 2001 року:
| Мова       | Відсоток |
| ---------- | -------- |
| українська | 91,68 %  |
| російська  | 6,32 %   |
| молдовська | 2,00 %   |